# Шейх (роман)
«Шейх» (англ. The Sheik) — роман английской писательницы Эдит Мод Халл, впервые опубликованный в 1919 году. Он стал первым из серии романов, написанных Халл, действие которых происходит в пустыне. Книга возродила тему «пустынной романтики» в жанре любовного романа. Новинка стала бестселлером и самой популярной из книг писательницы. На основе романа был снят одноименный фильм с Рудольфо Валентино в главной роли.

## Сюжет
Роман начинается со сцены на балу в гостинице в алжирском городе Бискра. Девушка по имени Диана Майо планирует уехать на месяц в путешествие по пустыне в компании одного лишь араба-проводника. Никто не одобряет эту идею, а леди Конвей списывает подобное желание на «скандальное» воспитание Дианы: её мать умерла при родах, отец покончил с собой от горя, в результате чего девушка росла в такой свободе, какой в те времена пользовались только мальчики.
Прежде чем Диана отправится в путь, независимость её характера проявится ещё раз, когда она откажется от предложения брака, пояснив, что не знает и знать не хочет, что такое любовь. Поездка по пустыне заканчивается достаточно быстро: девушку похищает шейх Ахмед Бен Хасан. Выясняется, что проводник был подкуплен.
Ахмед привозит Диану в свой шатёр и насилует (это происходит за текстом между второй и третьей главами). Диана проводит в плену у Ахмеда несколько месяцев, регулярно подвергаясь насилию и размышляя о ненависти к шейху и самой себе. В конце концов, ей позволяют некоторую свободу, и она начинает совершать верховые прогулки со слугой Ахмеда, Гастоном. Однажды Диане удается обмануть Гастона и ускакать прочь. Ахмед быстро её настигает, однако на обратном пути в лагерь она внезапно осознаёт, что влюблена в шейха. Признаться девушка не может: Ахмед утверждает, что любовь скучна, и прогонит её, если узнает о чувствах.
Со временем Диана смиряется с жестоким обращением Ахмеда и восстанавливает его доверие. Становится ясно, что шейх плохо с ней обращается, потому что она англичанка, но конкретная причина непонятна. В конце концов, Диане снова разрешено ездить верхом, но её похищает другой шейх. Когда Ахмед об этом узнаёт, он понимает, что тоже влюблён в Диану, и отправляется за ней. Он возвращает девушку, но получает серьёзное ранение в схватке. Оказавшись снова в шатре Ахмеда, Диана узнаёт от одного и его друзей, почему шейх ненавидит англичан: его отец, который был англичанином, ужасно плохо обращался с его матерью-испанкой, и Ахмед поклялся мстить всей английской нации.
Когда Ахмед выздоравливает, он сообщает Диане, что собирается отпустить её. Она расстраивается, особенно когда шейх признаётся, что делает это из любви; он не может допустить, чтобы с Дианой плохо обращались. Хотя она умоляет его изменить решение и тоже признаётся любви, Ахмед твёрдо стоит на своём. В отчаянии Диана хватает револьвер и пытается умереть точно так же, как её отец. Ахмед вырывает револьвер, пуля летит мимо. Он прижимает девушку к себе и говорит, что никогда не позволит ей уйти. Книга заканчивается страстным признанием во взаимной любви.

## Стиль романа
«Шейх» продолжает традиции ориентализма в творчестве британских писателей, среди которых Джордж Байрона (поэма «Гяур», 1813) и Ричард Бертон (перевод сказок «Тысяча и одна ночь», 1885). Роман также придерживается основного шаблона любовного романа: искупления «потерянного» мужчины силой женской любви. «Пустынная романтика» как тема жанра была впервые использована Робертом Хиченсом и Кэтлин Родос, но «Шейх» стал главным и наиболее влиятельным её возрождением.
В прозе Халл интенсивно используется сентиментальная лексика и близкий фокус на эмоциональных состояниях, что в целом присуще жанру любовного романа.
Писательница искусно создаёт яркие описания, но зачастую портит их из-за приверженности стереотипам.

## Отзывы
На протяжении всей своей истории «Шейх» вызывал споры, хотя их содержание со временем менялось. Когда книга была опубликована, она считалась эротическим романом и многократно описывалась в прессе как «шокирующий» и «ядовито непристойный».
В последние десятилетия роман был подвергнут резкой критике за основополагающую сюжетную идею, что изнасилование приводит к любви. С тем же были связаны и другие критикуемые положения: что для женщин сексуальное подчинение — необходимое и естественное состояние; что изнасилование может быть оправдано последующим браком. Много критики посвящено различным ориенталистским и колонизаторским элементам: тому, что межрасовой любви между англичанкой и арабом фактически не было, а изнасилование допустимо, если насильник европеец, а не араб. Сюжет о покорении волевой женщины в «Шейхе» сравнивали с сюжетом «Укрощения строптивой» Уильяма Шекспира.
Критика со стороны других писателей была сдержанной. Отмечалось, что писательницы времён Халл использовали уже устоявшийся жанр ориенталистского романа, чтобы дать выход феминистским идеям, ожидая реакции в первую очередь женской аудитории. В таких романах женщины появляются в качестве главных героинь; в «Шейхе» читатель ассоциирует себя с Дианой, независимой и дерзкой женщиной, и Халл лишь завершает свою историю обычным финалом. Более того, пара в «Шейхе», по-видимому, остаётся жить в пустыне — ещё один разрыв типичного шаблона, когда любовный роман заканчивается благополучием героев в домах или поместьях английских аристократов.
В романе показан cильный контраст между относительной свободой европейских женщин и фактическим порабощением их сестёр с Ближнего Востока. И хотя Халл пишет об этом в начале, а затем по развитии действия Диана подчиняется Ахмеду, тема становится отражением идей современных автору суфражисток.